# قمری زمینی برنزه
قمری زمینی برنزه (نام علمی: Pampusana beccarii) گونه‌ای از پرندگان خانواده کبوتران (Columbidae) است.
در گینه نو، مجمع الجزایر بیسمارک و جزایر سلیمان یافت می‌شود. زیستگاه طبیعی آن جنگل‌های جلگه‌ای نمناک نیمه‌گرمسیری یا گرمسیری و جنگل‌های کوهستانی نمناک نیمه‌گرمسیری یا گرمسیری دارای ارتفاع تا ۱۲۵۰ متر است.

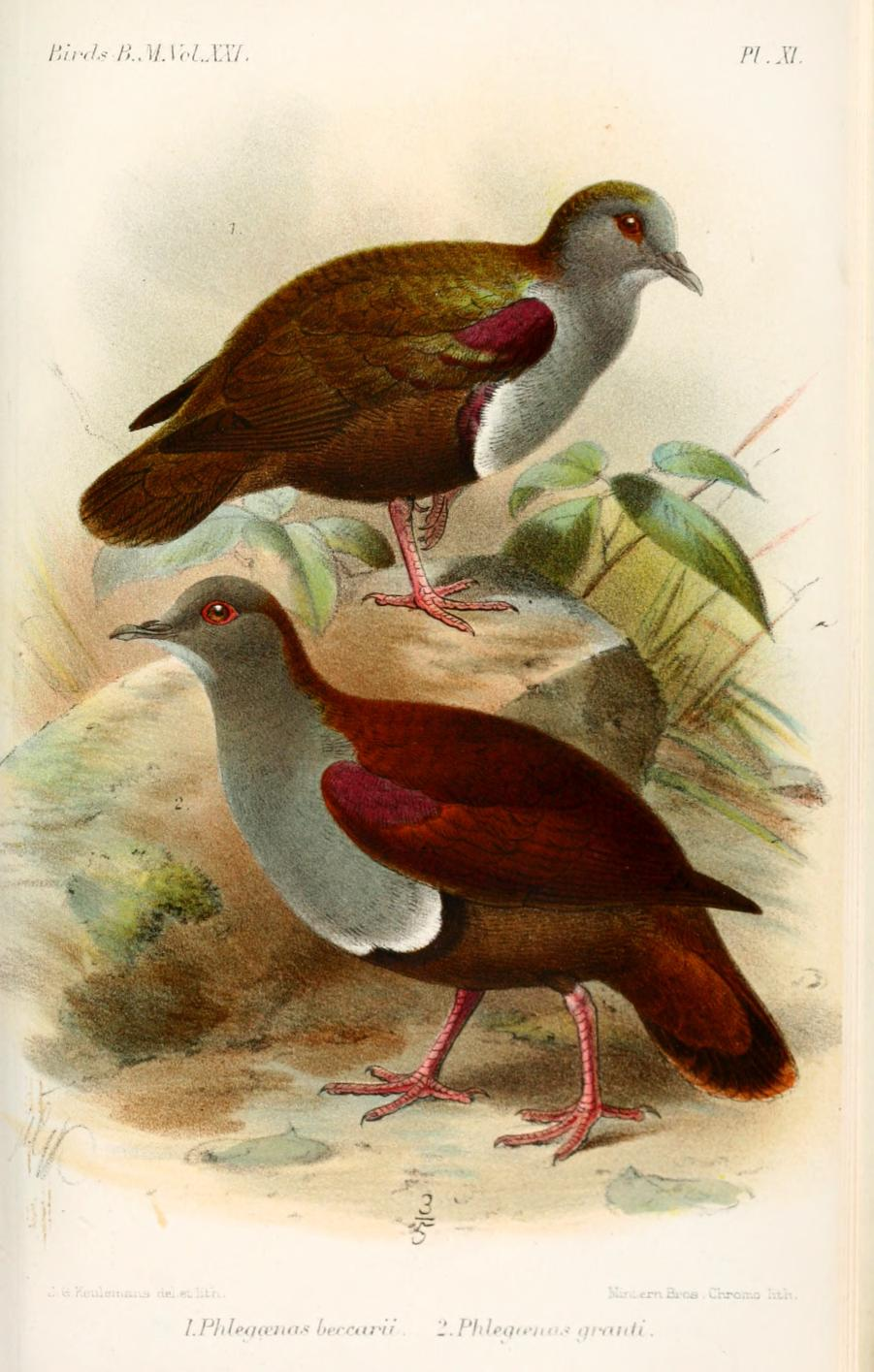
قمری زمینی برنزه (بالا)